# Piłka

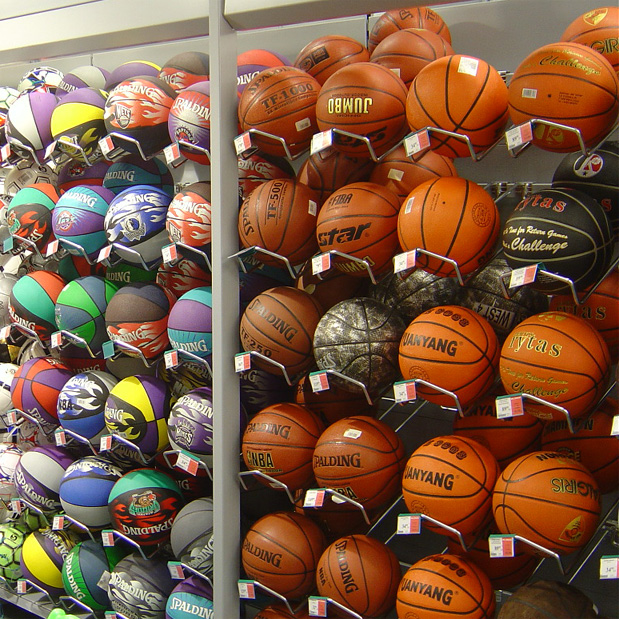
Sklep z piłkami do koszykówki

Piłka – kulisty przedmiot, najczęściej używany w sportach i grach.

## Budowa
Piłki są zwykle kuliste, lecz mogą mieć inny kształt, na przykład elipsoidy obrotowej. Większość piłek jest elastyczna, a w środku wypełniona powietrzem. Sportowcy kopią piłkę nogami, odbijają rękami, głową czy tułowiem. W większości gier zespołowych piłka jest przekazywana między członkami drużyny w celu umieszczenia jej w bramce, koszu czy też na polu przeciwnika. Niektóre piłki są sztywne i sprężyste, co pozwala im na odbijanie się od twardych powierzchni stołów czy rakietek. Inne piłki są wypełnione sprężonym powietrzem, co pozwala na uderzanie w nie z dużą siłą bez ryzyka urazu i posyłanie ich na duże odległości. Tak kopnięta czy odbita piłka kreśli często w powietrzu złożone trajektorie, gdyż zawodnicy starają się ją podkręcić. Zadanie piłce celnego uderzenia tak, aby zmylić przeciwnika, jest podstawą sukcesu w wielu grach.

## Historia
Historia piłek sięga czasów starożytnych. Używali ich Egipcjanie, Grecy, Rzymianie (harpastum) i Aztecy oraz wcześniejsze ludy mezoamerykańskie. Starożytne piłki mogły mieć postać kauczukowych kul. Robiono je także z wnętrzności zwierząt (np. świński pęcherz), czy zszywano ze skór. Współczesne piłki pojawiły się wraz z rozwojem sportu na początku XX wieku. Dzisiejsze piłki stosowane w sporcie profesjonalnym są dziełem nowoczesnej technologii. Tam gdzie ruch piłki jest bardzo szybki wyposaża się je w systemy sensorów pozwalających na automatyczne określenie, gdzie odbiła się lub w co wpadła piłka. Piłki mogą się też stać relikwiami kibiców, zwłaszcza jeśli są podpisane przez znanych zawodników.

## Wykorzystanie
Polskie kluby sportowe oferują zajęcia i treningi już w ponad 20 dyscyplinach i poddyscyplinach sportowych, w których wykorzystuje się piłkę. Oprócz tych najbardziej znanych jak piłka nożna, siatkowa, ręczna czy futbol, piłkę wykorzystuje się także w nowych odmianach sportowych, często łączących ze sobą kilka różnych sportów. Należą do nich na przykład roundnet, quadball (inspirowany rozgrywkami Quidditch'a) czy korfball.

## Rodzaje piłek
| Gra                    | Opis piłki | Wygląd |
| ---------------------- | --- | ------ |
| Baseball               | Korkowe jądro owinięte jest ciasno wieloma warstwami cienkiego sznurka. Pokryta skórą lub skóropodobnym tworzywem ze szwem. |        |
| Futbol amerykański     | Skórzana o wydłużonym kształcie, nadająca się do kopania i chwytania rękoma. |        |
| Gimnastyka artystyczna | Piłka używana w gimnastyce artystycznej jest zwykle gumowa, o średnicy 18-20 cm, min. 400 g wagi. |        |
| Golf                   | Piłka golfowa to okrągła piłka o średnicy nie mniejszej niż 42,67 mm i nie cięższa niż 45,93 g. Poza tym piłki muszą przejść specjalne testy dopuszczające je do użycia w grze. |        |
| Hokej na trawie        | Okrągła piłka o średnicy ok. 75 mm i masie ok. 160 g, wykonana z silnie sprasowanej masy korkowej, opleciona sznurkiem i obszyta białą skórą. |        |
| Koszykówka             | Kulista, skórzana i szorstka, wypełniona sprężonym powietrzem. Średnica piłki używanej w lidze NBA wynosi 23,86 cm. Piłki do gry w hali wykonane są ze skóry naturalnej, natomiast te przeznaczone do gry w obiektach otwartych - ze skóry kompozytowej. Ważnymi parametrami są sprężystość, oraz zdolność do chwytania. Powinny być zatem odporne na zabrudzenia, oraz wytarcia. Piłki gumowe stanowią niższą klasę. Charakteryzują się szybszym zużyciem, niższą ceną, oraz gorszymi parametrami. Przeznaczone są głównie dla dzieci. W meczach FIBA używa się piłek spełniających wszystkie wymogi FIBA, a także dodatkowo przed meczem sędzia wybiera najlepszą piłkę, która spuszczona z wysokości 1,80 m powinna odbić się od twardego podłoża na wysokość 1,20-1,40 m. |        |
| Krykiet                | Piłka krykietowa wykonana jest z korka owiniętego ciasno sznurkiem i pokryta skórą zszytą sześcioma rzędami wystających szwów. Masa piłki wynosi 155,9 do 163,0 g, a obwód 224 do 229 mm. |        |
| Piłka nożna            | Zgodnie z wymogami piłka musi być kulista sporządzona ze skóry lub innego dozwolonego materiału o obwodzie nie większym niż 70 cm i nie mniejszym niż 68 cm o masie nieprzekraczającej 450 g i nie mniejszej niż 410 g, przy rozpoczęciu zawodów napompowana tak, że w jej wnętrzu panuje nadciśnienie od 0,6 do 1,1 atm. Zwyczajowo wykonywana jest z 32 skórzanych, pięcio- i sześciokątnych łat w kolorach czarnym i białym. |        |
| Piłka ręczna           | Składa się z gumowej dętki pokrytej zszytymi kawałkami skóry lub tworzywa syntetycznego, które nie mogą być błyszczące i śliskie. Obwód piłki używanej przez mężczyzn to 58–60 cm, natomiast kobiety grają piłką o obwodzie 54–56 cm. Masa piłki to około 500 g. |        |
| Piłka siatkowa         | Skórzana, gładka, obwód piłki wynosi 65 – 67 cm a jej masa 260 – 280 g. Wypełniona sprężonym powietrzem (0,30 – 0,325 kG/cm2 (4,26 – 4,61 psi lub 294,3 – 318,82 mbar lub hPa), nadająca się do odbijania. |        |
| Speed-ball             | Wykonana z twardej gumy, o charakterystycznym, eliptycznym kształcie. Mocowana za pomocą żyłki o długości 1,5 m do statywu wokół którego rotuje. |        |
| Piłka wodna            | Gumowa, gładka, wypełniona sprężonym powietrzem, średnica 21,6–22,6 cm. |        |
| Polo                   | Piłka wykonana z drewna lub innego twardego tworzywa o średnicy 8 cm. |        |
| Polo rowerowe          | Piłka ta jest w pełni skórzana, o średnicy 9–10 cm, wypełniona włosiem. |        |
| Pov pob                | Lekka piłka przeznaczona jedynie do rzucania i łapania jednorącz; tradycyjnie wykonywana z bawełny, obecnie coraz częściej używa się piłki tenisowej. |        |
| Tenis stołowy          | Waży 2,7 g i wykonana jest z celuloidu, ma średnicę 40 mm, dobrze się odbija. |        |
| Tenis                  | Wykonana z twardej gumy, oklejona filcem w kolorze żółtym (przepisy dopuszczają też biały), dobrze się odbija, o masie między 56,0-59,4 g i o średnicy między 6,541-6,858 cm (typ standardowy najczęściej używany). |        |